# Caleb Blanchard
Caleb Blanchard (ur. 22 stycznia 1987 w Lafayette w stanie Luizjana) – amerykański kulturysta, model.

## Życiorys
Z pochodzenia Cajun. Jego miastem rodzinnym jest Lafayette w stanie Luizjana. Ukończył szkołę średnią Ovey Comeaux.
Kulturystykę uprawiał już jako uczeń liceum. Chciał podnieść w ten sposób swoją sprawność oraz siłę. W wieku osiemnastu lat po raz pierwszy wystąpił na scenie podczas zawodów. W 2010 roku startował w ogólnokrajowych, juniorskich zawodach kulturystycznych, organizowanych przez federację NPC. W kategorii wagowej ciężkiej zajął jedenaste miejsce. Rok później wywalczył złoty medal podczas zawodów NPC Southern Classic (w kategorii lekkociężkiej). W 2012 w trakcie mistrzostw NPC Greater Gulf States and USA Wheelchair Nationals zdobył dwa złote medale: w kategorii wagowej ciężkiej oraz w kategorii ogólnej. W 2013 startował w mistrzostwach kraju w kulturystyce. Był wicemistrzem; zajął drugie miejsce na podium wśród zawodników o wadze lekkociężkiej. W roku 2014 podczas zawodów Dallas Supershow Blanchard wywalczył złoto w kategorii ciężkiej, a także uzyskał tytuł zwycięzcy ogólnego. Później uhonorowano go złotym medalem na mistrzostwach kraju (w kategorii lekkociężkiej).
W zawodach IFBB Wings of Strength Chicago Pro (2018) zajął drugie miejsce na podium.
W sezonie zmagań sportowych jego waga wynosi około dziewięćdziesiąt kilogramów; poza sezonem sięga stu pięciu kilogramów. Ma sto siedemdziesiąt centymetrów. Jest fotomodelem. Brał udział w sesjach zdjęciowych autorstwa Clausa Pelza i Ulricha Oehmena.
Mieszka w Baton Rouge. Od lipca 2014 roku jego żoną jest kulturystka Jordan Blanchard. Ma troje dzieci: syna i dwie córki. Jest katolikiem. Pracuje jako trener osobisty.